# Центр (Рига)
Центр (латыш. Centrs) — микрорайон города Риги. Расположен в Центральном районе. в Центре сосредоточено большинство достопримечательностей, культурных и деловых учреждений города.

## Описание
Исторический центр Риги представляет собой ценный пример последовательного градостроительного развития, сохранившегося в относительно неизменном виде. Его структура отражает реализацию теории периферийного пояса, согласно которой расширение города происходило за счёт включения окраин, что способствовало объединению различных частей города при сохранении их первоначальных функций.
Особенно интенсивное развитие города началось в середине XVIII века, когда Рига стала важным транзитным и торговым центром между Российской империей и странами Западной Европы. Рост промышленности и торговли вызвал приток населения, что привело к переполненности и антисанитарным условиям в пределах Старого города. Основная часть новых жителей селилась в предместьях.
С 1784 года предместья начали формироваться по плану регулярной застройки, утверждённому в 1769 году. После крупного пожара 1812 года деревянная застройка была восстановлена, но уже с использованием архитектурных решений, отличающихся от предыдущего столетия. Укрепления, существовавшие вокруг города, препятствовали его целостному развитию. Ликвидация крепостного статуса Риги в 1857 году позволила преобразовать территорию бывших укреплений в общественное пространство. На их месте был создан парк с сетью бульваров.
Городской канал, проложенный по линии бывшего рва, стал важной градостроительной границей между старой и новой частями города. С 1859 года на его берегах создавались озеленённые территории, включающие более 130 видов деревьев. Из бывших оборонительных валов была насыпана Бастионная горка, позднее оформленная по проекту Г. Куфальта с использованием каскадов, водопадов и альпинариев.
В 1892 году деревянный мост через канал заменил каменный мост по проекту А. Агте. Вокруг него были разбиты скверы и размещены культурные учреждения. Архитектура новых зданий отражала стилистическое разнообразие конца XIX — начала XX веков: эклектику, неоготику, необарокко, неоклассицизм и другие стили.

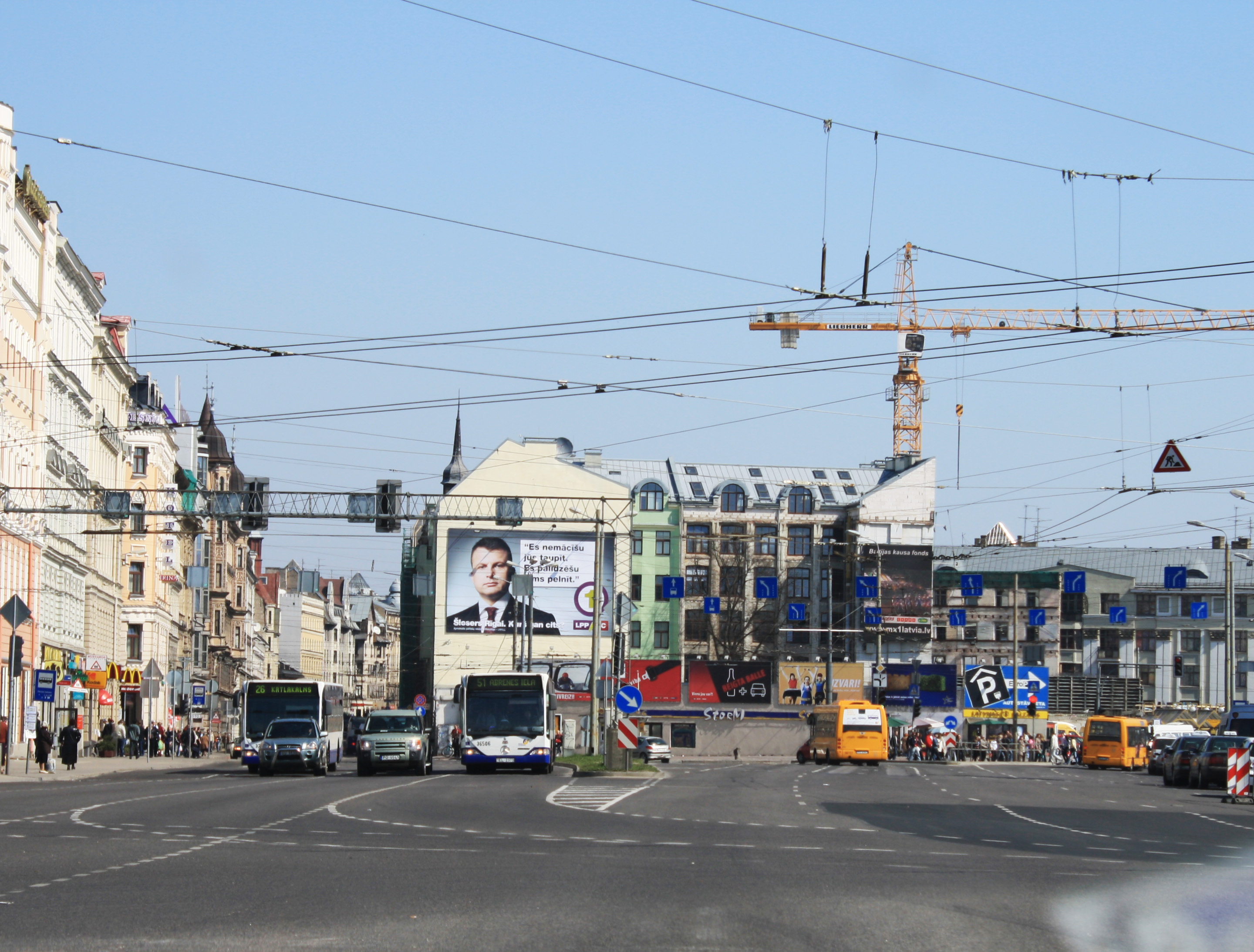
Вокзальная площадь

В период интенсивной застройки в центре Риги получили широкое распространение здания в стиле югендстиль. Распространение югендстиля сопровождалось формированием его национально-романтического варианта, связанного с ростом латышской национальной идентичности. Примеры югендстиля встречаются также в районе улицы Бривибас.

## Физико-географическая характеристика
Центр занимает площадь 373,2 га и представляет собой центральную часть Риги. Район граничит микрорайонами с Петерсала-Андрейсала, Сканстe, Браса, Гризинькалнс, Авоты, Московским форштадтом, Старой Ригой и Кипсалой. Границы проходят по улицам Ханзас, Экспорта, реке Даугава, улицам Кришьяна Валдемара, бульварам Бастея и Аспазияс, железной дороге и ряду других улиц. Границы района слабо выражены из-за однородного характера застройки с прилегающими территориями.

### Рельеф
Современный рельеф района сформирован преимущественно в результате антропогенного воздействия. В целом поверхность относительно ровная, однако центральная часть значительно возвышается над периферийными территориями. Это обусловлено расположением центральной и северо-западной частей на историческом дюнном массиве, микрорельеф которого был существенно выровнен в ходе застройки.

### Инженерно-геологические условия
Инженерно-геологическая обстановка района крайне разнообразна. Северо-восточная часть характеризуется неблагоприятными условиями для строительства из-за высокого уровня грунтовых вод (менее 1,5 м) и сложного строения четвертичных отложений. Верхний горизонт мощностью 5—10 м сложен техногенными грунтами, ниже до глубин 18—34 м залегают песчаные слои различной мощности, чередующиеся с органо-минеральными илами. Основным типом фундаментов служат сваи, требуется специальная подготовка строительных площадок.
Юго-восточная, южная части района и территория около улицы Валдемара имеют осложнённые условия строительства. Благоприятные или условно благоприятные условия характерны для центральной части, где грунтовые воды залегают на глубине не менее 1,5 м, а геологический разрез представлен преимущественно среднеплотными песчаными грунтами.

### Гидрография
Крупнейшим водным объектом является река Даугава, ширина которой в пределах района превышает 600 м. Второй значимый водоём — Городской канал, проходящий вдоль западной границы района. Канал создан искусственно в 1857 году после сноса рижских оборонительных валов путём частичной засыпки крепостного рва. Общая протяжённость канала составляет 3,2 км при глубине 1,5—2,5 м.

### Природные территории

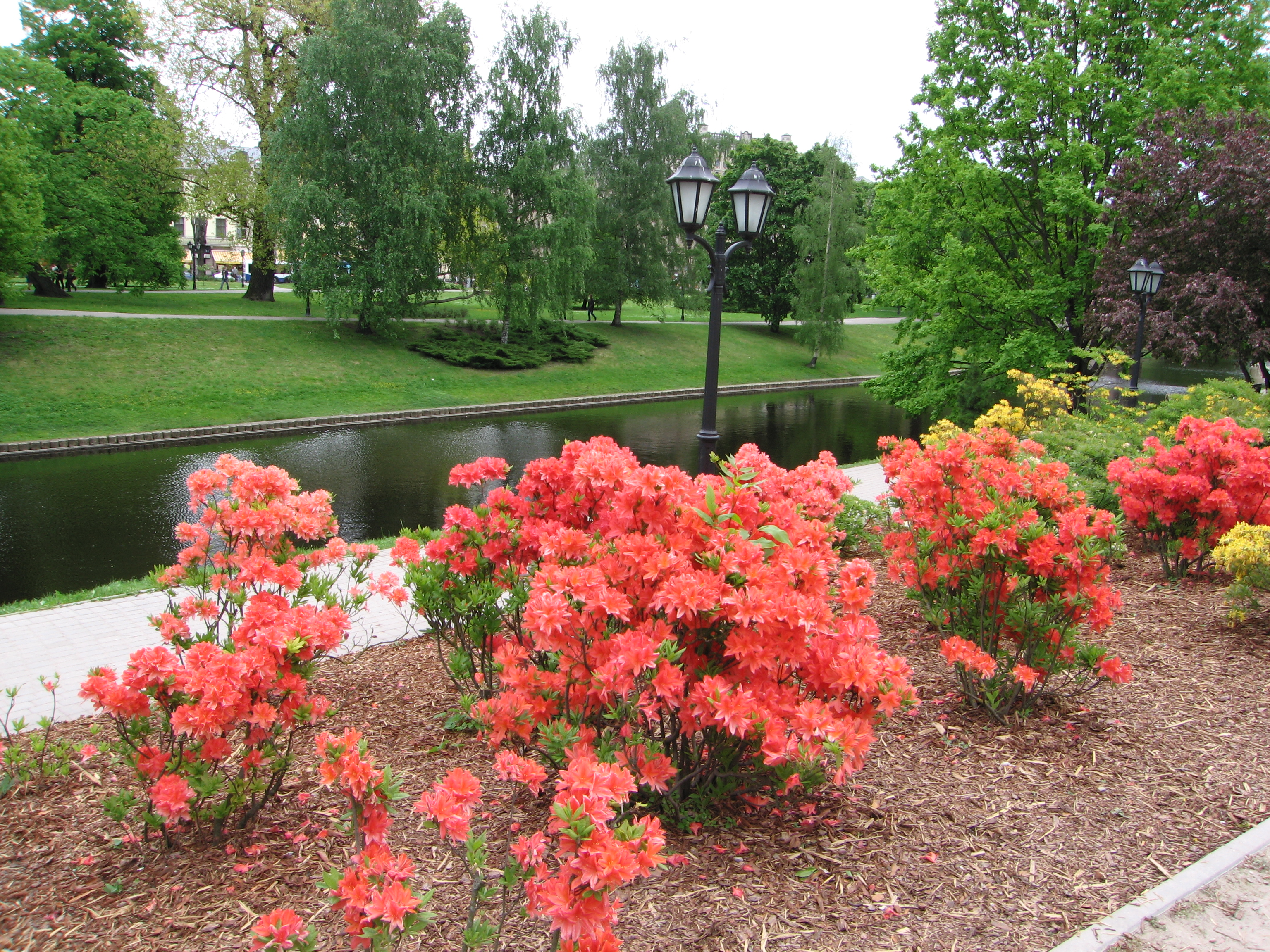
Парковая зона вдоль Городского канала

Природные и озеленённые территории занимают 34,9 га. Крупнейшие массивы зелёных насажденийвключают парковую зона вдоль Городского канала, сад Верманиса, Эспланаду и парк Кронвальда.
Парковая зона вдоль Городского канала заложена в 1856—1857 годах, реконструированы по проекту Г. Ф. Ф. Куфальта с 1880 года и А. Зейдака в 1920—1930-х годах. Представлены 19 аборигенными видами древесных растений и 110 интродуцированными таксонами.
Верманский парк площадью 5 га открыт в 1817 году на территории, подаренной городу А. Г. Верманисом. Создан в ландшафтном стиле, неоднократно расширялся. Реконструирован по проекту Куфальта в 1880 году и А. Зейдака в 1930-х годах. В 1899 году здесь появился первый в Риге розарий. Насчитывает 10 местных видов древесной растительности и 71 интродуцированный таксон.
Эспланада площадью около 8,7 га обустроена в начале XX века по проекту Куфальта в регулярном стиле. Реконструирована в 1950—1952 годах архитектором К. Плуксне и дендрологом А. Капаклей. Включает 10 аборигенных и 82 интродуцированных вида древесных растений.
Парк Кронвальда площадью 13 га заложен в 1863 году Немецким стрелковым обществом в ландшафтном стиле с регулярными элементами. Реконструирован в 1883 году по проекту Куфальта и в 1920—1930-х годах по проекту А. Зейдака. Представлен 22 местными и 105 интродуцированными видами древесной растительности.

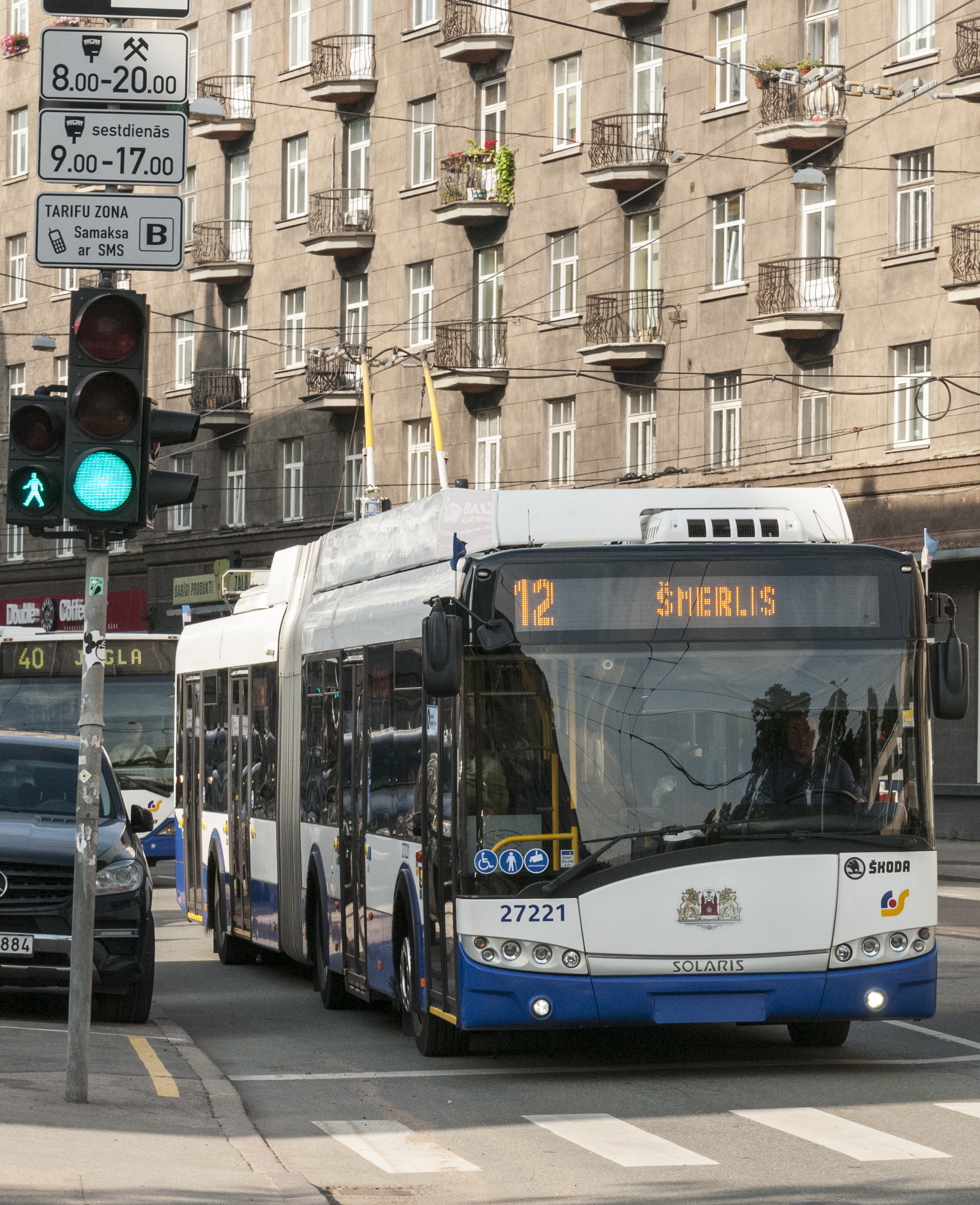
Троллейбус на улице Бривибас